# Florencite-(Nd)
La florencite-(Nd) è un minerale descritto per la prima volta in base ad un ritrovamento avvenuto nei pressi di Sausalito, Contea di Marin, California, Stati Uniti d'America. Il nome del minerale è stato attribuito ufficialmente solo nel 1987.
Forma una serie con la florencite-(Ce) e la florencite-(La) dove rappresenta il termine contenente il neodimio al posto di cerio e lantanio.

## Morfologia
La florencite-(Nd) è stata scoperta sotto forma di materiale terroso polverulento senza cristalli distinguibili, neanche al microscopio.

## Origine e giacitura
La florencite-(Nd) è stata trovata associata a churchite-(Y), todorokite, litioforite ed ematite nelle fratture e sulla superficie della selce.